# Zamek w Bibrze
Zamek w Bibrze (niem. Burg Bibra) – zabytkowy zamek w miejscowości Bibra, w  gminie Grabfeld, w powiecie Schmalkalden-Meiningen, w kraju związkowym Turyngia (Niemcy).
Zamek znajduje się na północny wschód od centrum Bibry i pochodzi z końca XII w. Władcy Bibry byli wasalami Hennebergu. Zamek został rozbudowany po 1486, spłonął podczas wojny chłopskiej w 1525 i wojny trzydziestoletniej (1618-1648). Następnie został odbudowany. W jednym z budynków od 1994 mieści się centrum seminaryjne.

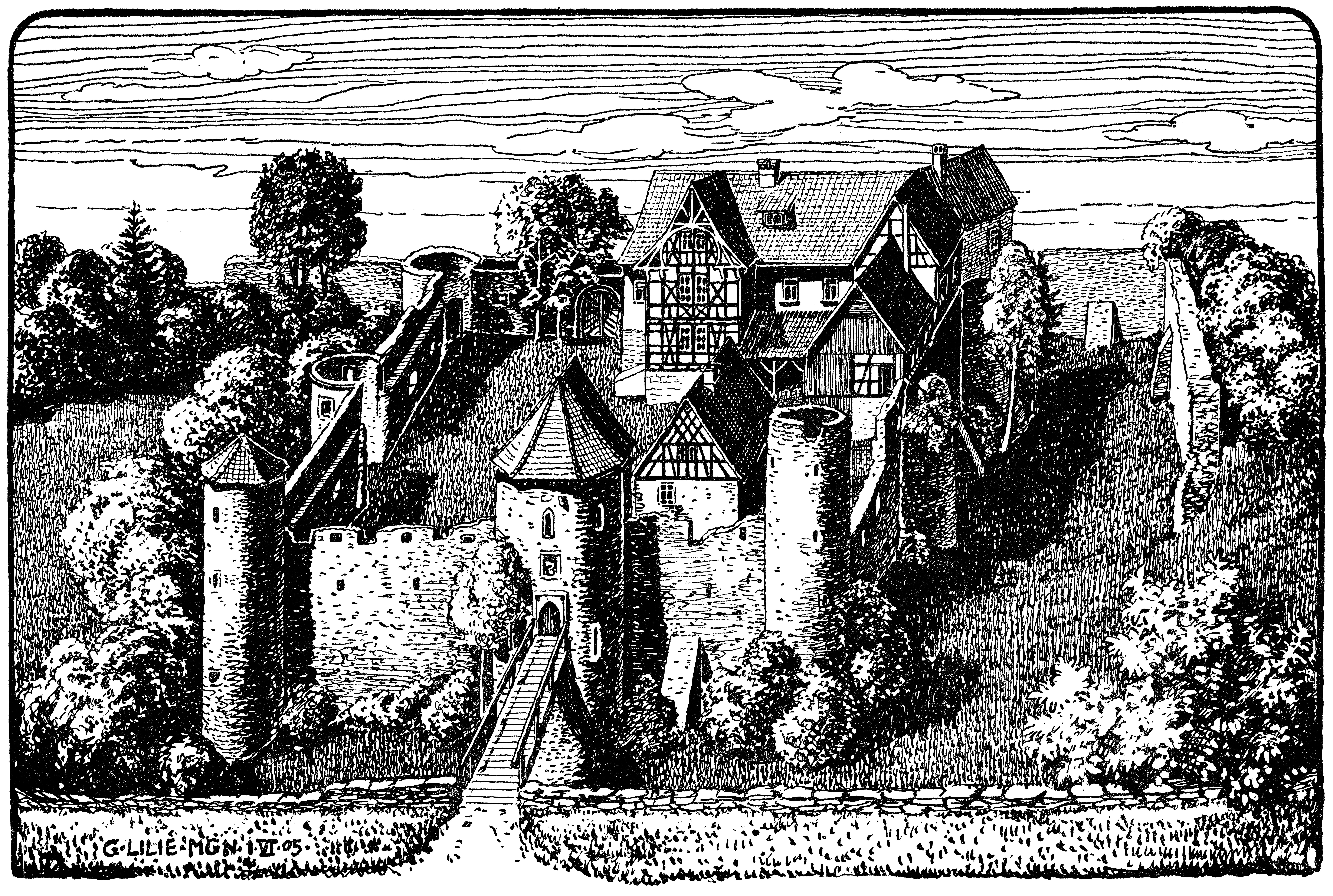
Zamek Bibra (Georg Lilie, 1905)
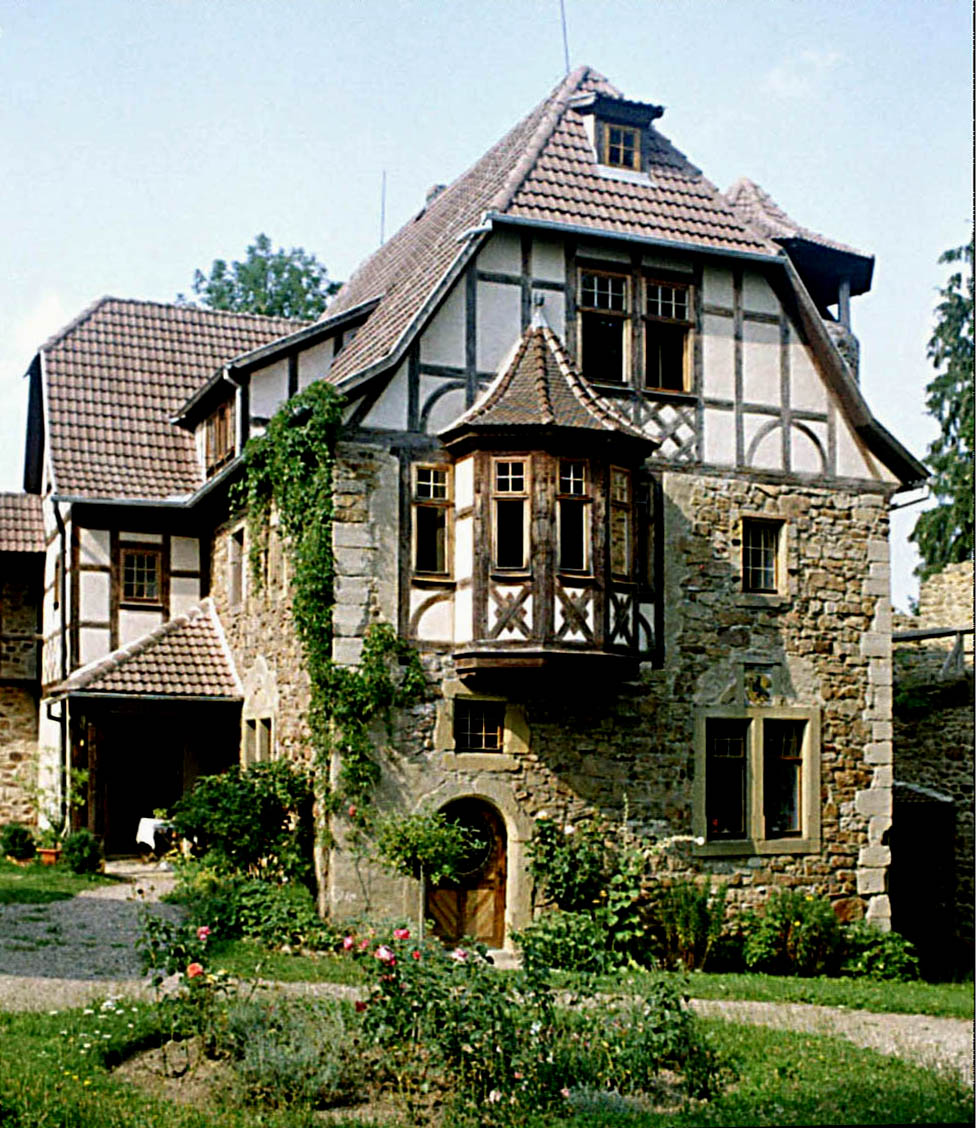
Zamek Bibra
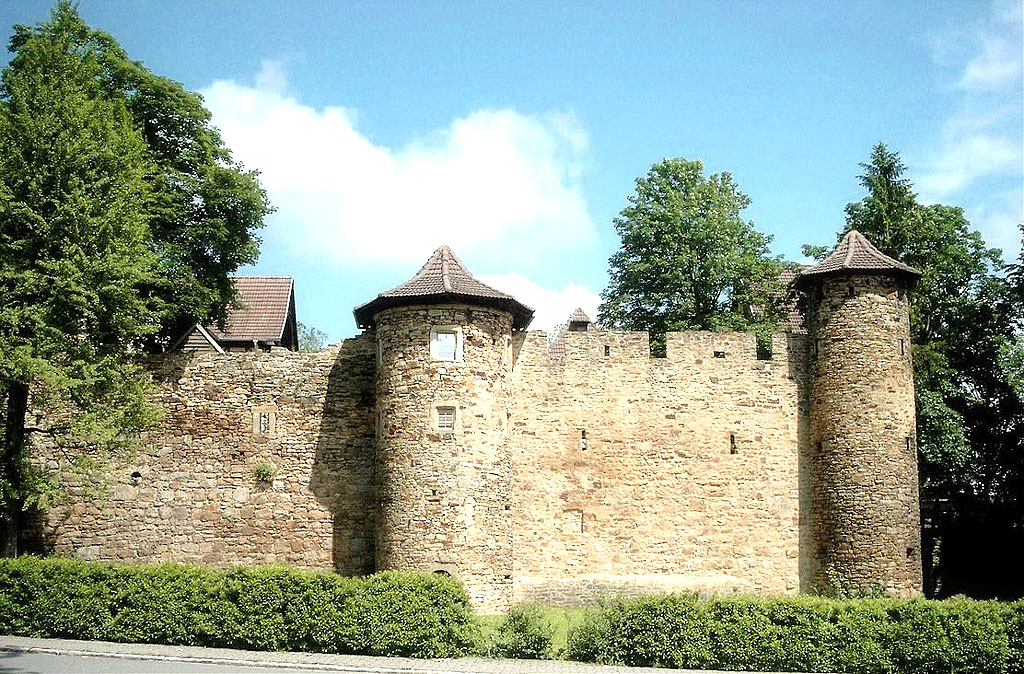
Mury
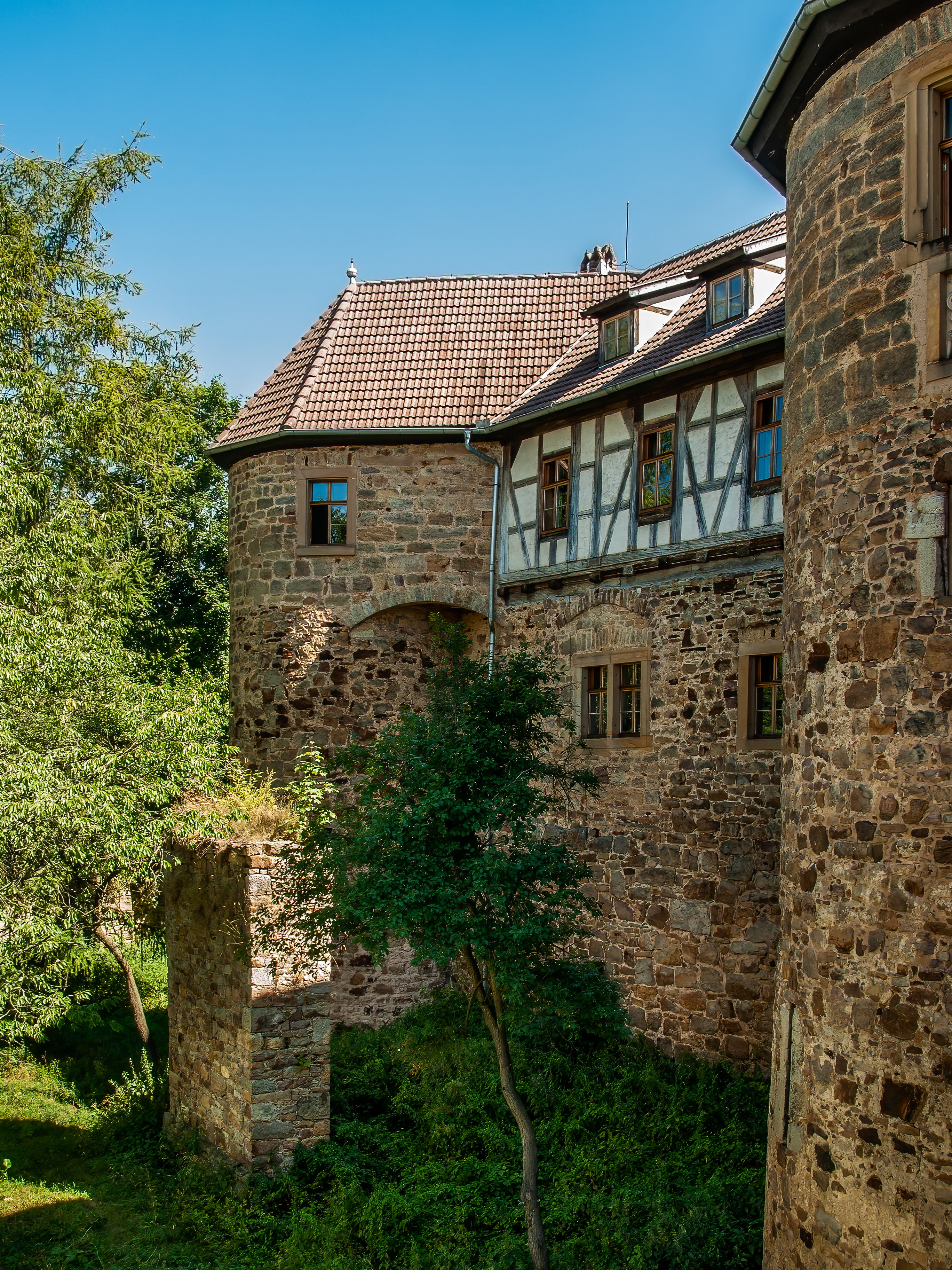
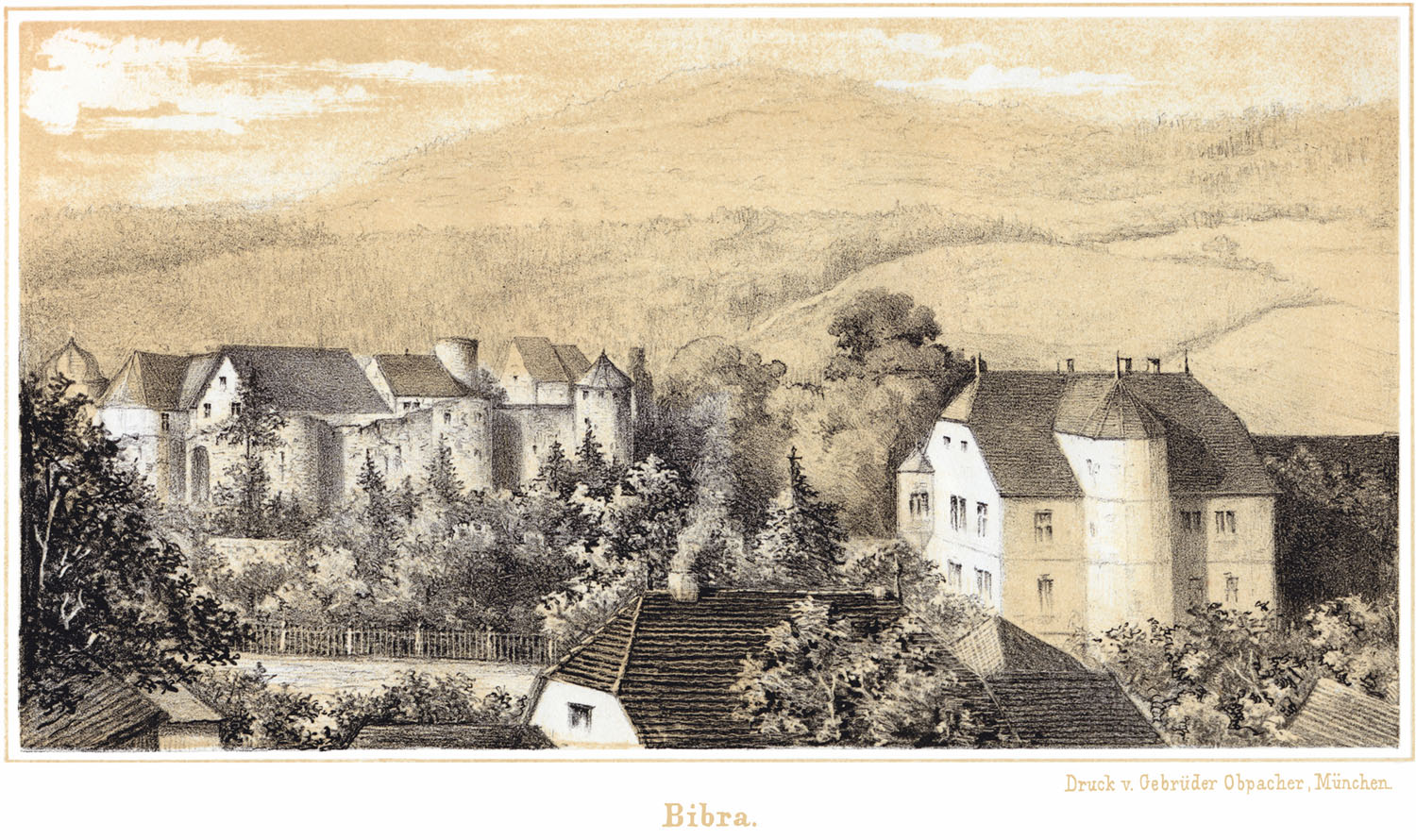
Zaamek, 1870
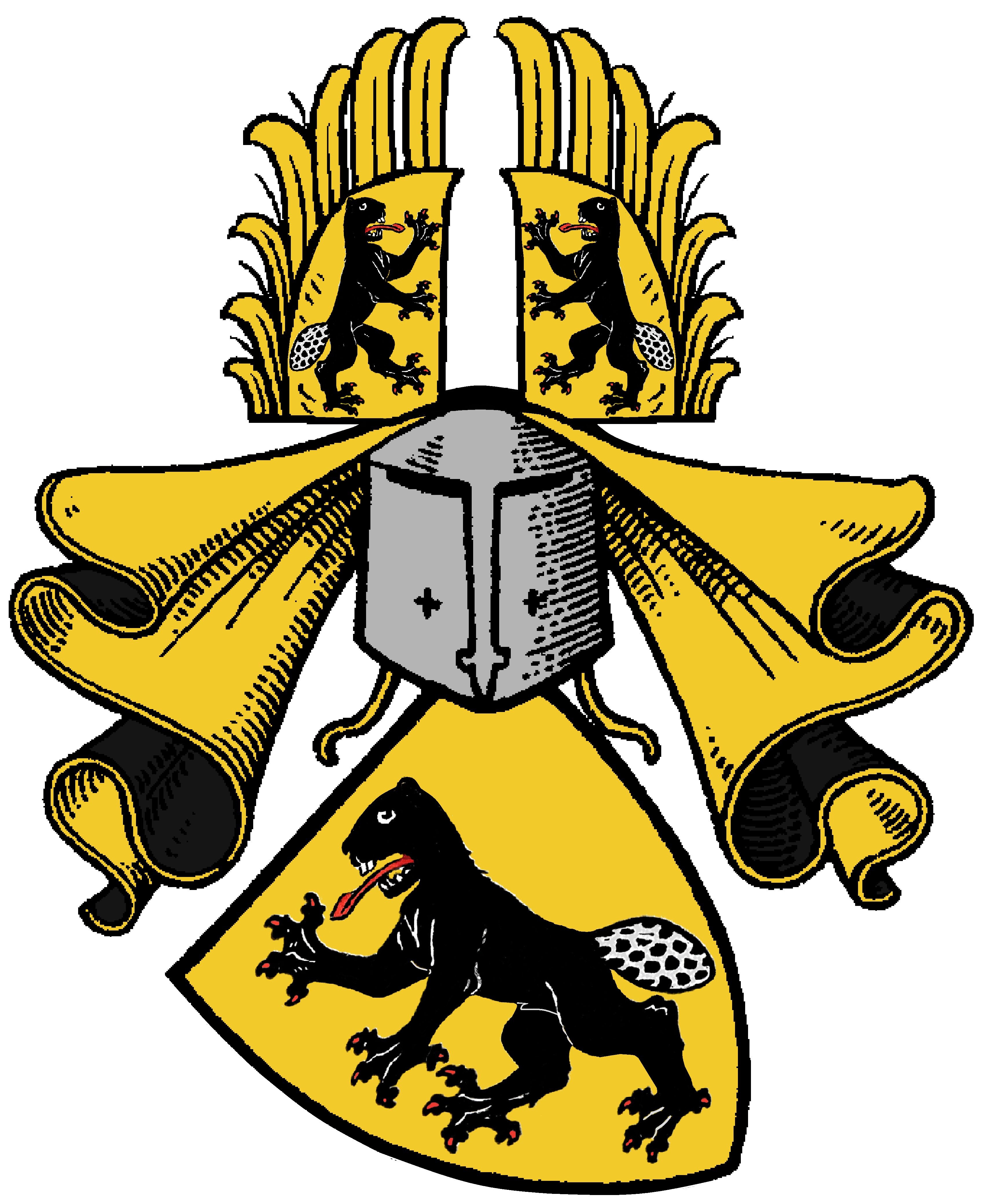
Herb von Bibra